# Vilariño (Vilasantar)
Vilariño (llamada oficialmente Santa María de Vilariño) es una parroquia española del municipio de Vilasantar, en la provincia de La Coruña, Galicia.

## Entidades de población
Entidades de población que forman parte de la parroquia:
- Bao (O Vao)
- Casavella (A Casavella)
- Castro (O Castro)
- Cencasas
- Corredoiras (As Corredoiras)
- Días
- Eirixe
- Follente
- Laxe (A Laxe)
- Novás
- Pedrouzo
- Pena (A Pena)
- Pulguido
- Raído
- Torre (A Torre)
- O Campo da Cruz
- O Rego da Chousa

## Despoblado
- Casanova (A Casanova)

## Demografía
| Gráfica de evolución demográfica de Vilariño entre 2000 y 2021 |
|                                                                |
| Datos según el nomenclátor publicado por el INE.               |